# Сартана (филмови)
Сартана је серија шпагети вестерн филмова која прати авантуре главног лика, револвераша и коцкара који користи механичке справе и наизглед натприродне моћи да превазиђе своје ривале. Серија садржи пет званичних уноса: Ако сретнеш Сартану, моли се за твоју смрт (1968), Ја сам Сартана, твој анђео смрти (1969), Сартана је овде... Замени свој пиштољ за ковчег, угодну сахрану, пријатељу... Сартана ће платити и упалите фитиљ... Сартана долази (све 1970). Први филм режирао је Ђанфранко Паролини, а преостала четири режирао је Ђулијано Карнимео . Сартану тумачи Ђани Гарко у свим филмовима у серији осим у Сартанином овде... Замените свој пиштољ за ковчег, у којем га је тумачио Џорџ Хилтон.
Име „Сартана“ је први пут коришћено за Гарков лик у филму Крв при заласку сунца (1966), који се показао веома популарним по објављивању у Италији и Немачкој, што је довело до тога да продуценти развију нову серију око лика Сартане. Гарко је преузео креативну контролу над ликом и дао му јединствене способности да га разликује од других ликова шпагети вестерна као што су Ђанго и Човек без имена . Ако упознате Сартану, молите се за своју смрт је био финансијски успех; поред четири наставка, инспирисао је мноштво незваничних филмова снимљених током касних 1960-их и раних 1970-их, као што је Један проклети дан у зору... Ђанго упознаје Сартану!, Сартана их све убија (оба 1970) и Алилуја и Сартана су синови. . Синови Божији (1972). Незванични филмови немају много сличности са оригиналним ликом и повремено чак ни не приказују лика по имену Сартана, као што је Сартана убија их све.
У Филмском коментару, Берт Фридлунд је описао финансијске успехе филмова о Сартани као „прилично успешне, са пријемом на италијанској благајни знатно изнад просека шпагети вестерна“, иако не могу да се мере са успехом Паролинијеве ривалске трилогије Сабата или Барбонијеве Тринити дуологије.

## Преглед
У званичним филмовима о Сартани, Сартана је револвераш и коцкар који изгледа да има натприродне способности које користи да превари своје ривале. То укључује појављивање Сартане на невероватним, па чак и физички немогућим местима, као што је у Ја сам Сартана, твој анђео смрти, када банкар Симс види Сартану кроз прозор у даљини, а затим он изненада улази у собу. Од свих ликова из шпагети вестерна, Кевин Грант је у својој књизи Аny Gun Can Play написао да се Сартанин лик и особине одржавају и развијају међу званичним филмовима. Историчар филма и критичар Роберто Курти приметио је да Сартана губи неке од својих опаснијих особина приказаних у његовом првом филму, али је и даље задржао своју фразу „Ја сам твој носилац палице“.  У другом филму, Сартана је Цурти описао као „чаробњака Дивљег запада“ који је умео да претвори различите предмете у оружје, од кашика до точка колица. У трећем филму серије, Сартанин изглед се мења тако што лик сада има црну лептир машну и често прибегава прерушавању. Сартана је наставио да прибегава својим мађионичарским триковима у филму. Тако се његов мали пиштољ појављује на неочекиваним местима укључујући шешир, чизму и векну хлеба. У четвртом филму, Сартана има бркове и наставља да користи предмете као што су његове карте за игру оштре као жилет.
Радња филмова о Сартани углавном се врти око краткорочних савеза и издаје између група које покушавају да дођу до новца или вредних предмета. Ови чинови дволичности се непрестано дешавају између различитих ликова, које је Берт Фридлунд из Филм Интернатионала описао као „стварање прилично сложених прича“. Уместо да прате непрекидну причу, сви филмови у серији су самостални и не захтевају познавање заплета или карактера ранијих делова. У првом филму, Ако сретнете Сартану, молите се за своју смрт (1968), Сартана стиже у мали град који је препун корупције где неколико криминалаца јури ковчег злата и често се међусобно укрштавају и уцењују да га добити. Континуирано их прекида Сартана који се извлачи. Други филм, Ја сам Сартана, твој анђео смрти (1969), прати Сартану као траженог човека након пљачке банке у коју је намештен. Сартана покушава да избегне неколико ловаца на главе који га јуре док открива ко стоји иза ко му је подметнуо. У филму Сартанино овде... Замените свој пиштољ за ковчег (1970), Сартана стиже у рударски град где се меша са неколико двоструких крстова који укључују украдену пошиљку злата. Често се сусреће са ликом по имену Сабата, револверашем у бело који цитира Шекспира и Теннисона који осујети неколико Сартаниних планова. Лик Сабате у овом филму није исти лик из истоименог филма из 1969. У четвртом филму, Имајте добру сахрану, пријатељу... Сартана ће платити (1970), убијен је власник рудника злата, што је довело до тога да његова ћерка стигне у град да преузме имовину. Она се нађе да је осујећена од стране неколико криминалаца и шерифа у граду који су сви бацили око на злато, док Сартана не стигне да им се умеша у планове. У последњем филму у званичној серији, Упали фитиљ... Сартана долази (1970), Сартана помаже да се очисти упитна репутација Грандвила Фулера, коме помаже у бекству из затвора након што је оптужен за убиство. Њих двоје одлазе на место злочина да разоткрију ситуацију. Керти је описао да овај последњи филм има елементе других жанрова као што је ђало, где је Сартана детектив који истражује и решава мистерију. Керти је такође приметио да филм садржи дозу ироније која се само провлачила у претходним филмовима. 
| Енглески наслов                                   | Италијански наслов                                           | Датум изласка         | Ref(s) |
| ------------------------------------------------- | ------------------------------------------------------------ | --------------------- | ------ |
| Ако сретнете Сартану, молите се за своју смрт     | Se incontri Sartana prega per la tua morte                   | 14. августа 1968.     | [ 8 ]  |
| Ја сам Сартана, твој анђео смрти                  | Sono Sartana, il vostro becchino                             | новембра 1969. године | [ 8 ]  |
| Сартана је овде... Замените свој пиштољ за ковчег | C'è Sartana... vendi la pistola e comprati la bara           | августа 1970. године  | [ 4 ]  |
| Угодна сахрана, пријатељу... Сартана ће платити   | Buon funerale amigos!... paga Sartana                        | октобра 1970. године  | [ 5 ]  |
| Упалите фитиљ... Сартана долази                   | Una nuvola di polvere... un grido di morte... arriva Sartana | 24. децембра 1970.    | [ 7 ]  |

## Продукција
Лик Сартане су први креирали сценаристи Ернесто Гасталди и Виторио Салерно за филм Крв на заласку (1966), редитеља Алберта Кардонеа. Игра Ђани Гарко, Сартана је овде приказан као негативац који свом брату намешта убиство. Лик Сартане се показао толико популарним да је, када је Крв у заласку сунца објављен у Немачкој, преименован у једноставно Сартана. Немачки продуцент је желео да Гарко настави да снима филмове као лик Сартане, али као херој, а не као негативац. Продуцент је предложио два сценарија, од којих ниједан није интересовао Гарка јер је желео да прикаже другачији тип лика у поређењу са онима које је играо у Десет хиљада долара за масакр и Per 100.000 dollari ti ammazzo, који нису били популарни код публике.
Сартанин лик у Blood at Sundown нема изглед или држање као лик који би на крају показао, почевши од филма Ако упознате Сартану, молите се за своју смрт Гарко је навео да је на нову интерпретацију лика утицао редитељ филма Ђанфранко Паролини, чија је интерпретација Сартане инспирисана ликом из стрипа Ли Фалка Мандраке Мађионичаром, илузионистом са црном капом. Лик је такође користио механичке справе сличне онима које је користио Џејмс Бонд у својој филмској серији. За разлику од ликова као што су Ђанго или протагонисти Трилогије о доларима, Сартана је у потпуности оријентисан на новац и обично успева да обезбеди своје тражено богатство. Сартана такође има елегентанију гардеробу и прегледава салоне са бујним ентеријером у поређењу са типично неуобичајеним изгледом и једноставним окружењем ранијих шпагети вестерна и њихових ликова. Гарко је касније говорио о стварању лика 1990. године, наводећи да су цртане траке биле „као филм, да су део арте д'имагине и да у томе леже [Сартанини] културни корени“. Посебно се консултовао са писцима сваког филма како би сачувао интегритет лика. Касније је тврдио да је у уговору са продуцентом Алдом Адобатијем имао клаузулу да сценарији морају да наиђу на његово одобрење. Гарко би тумачио Сартану у свим званичним филмовима осим у Сартанином овде... Замените свој пиштољ за ковчег због сукоба у распореду са његовом посвећеношћу филму Енза Г. Кастеларија Хладне очи страха, што је довело до Џорџ Хилтон у улози Сартане. Режисер Ђулијано Карнимео је изјавио да су продуценти за Сартанино овде... Замените свој пиштољ за ковчег, одлучили да развију пројекат као филм о Сартани упркос промени у глумачкој екипи због популарности лика код публике. 

## Пријем
Режисери филмова из серијала о Сартани ће касније изјавити да воле филмове које су режирали. Карнимео је изјавио да је Сартана овде... Замени свој пиштољ за ковчег био „можда [његов] најбољи филм“, описујући Хилтона као бољег за ту улогу. Паролини је изјавио да је Ако упознате Сартану, молите се за своју смрт „филм који највише волим и који ми је пружио највише задовољства“. Према Гарку, Паролини је отишао након првог филма да би добио прилику да ради са Ли Ван Клифом на Сабати. Грант је Ван Клифову Сабату упоредио са Сартаном, примећујући склоност лика ка ватреном оружју налик на геџете. Берт Фридлунд је описао финансијски успех филмова о Сартани као „прилично успешне, са пријемом италијанске благајне знатно изнад просека шпагети вестерна“. Иако није био тако популаран као Сабата, који је зарадио преко милијарду лира, или Барбонијев Они Зови ме Тринити и Тринити је и даље моје име.
Ретроспективне рецензије серије укључују Ејми Лонгсдорф из Courier-Post- а, која је изјавила да се „од свих шпагети вестерна који су стигли после трилогије Клинта Иствуда „Човек без имена” „Сартана филмови [...] рангирају као неки од најбољих.“ Џејмс Еванс из Старбурста је сматрао да су филмови „замршени и повремено мучни“, али у одређеним случајевима, као што је Упалите фитиљ... Сартана долази, могли би да буду „и даље замршени, али ипак забавни, добро режирани и атмосферски филмови који комбинују акцију, хумор и инвентивност.“

## Наслеђе
Упоређујући лик Ђанга са Сартаном, Карнимео је приметио да први решава своје проблеме са високим нивоом насиља, и да док је други био уплетен у приче на тему освете, његова иронија и употреба необичног оружја служили су као претеча комичник ликовашпагети вестерна као што је Тринити.

### Незванични филмови о Сартани
Иако се име „Сартана” користили ликови у делима других филмских стваралаца, званични филмови Паролинија и Карминеја имали су мало директних имитатора. Како Гасталди и Салерно нису користили име лика у наслову филма Крв у заласку сунца, нису могли да заштите име. То је довело до тога да је неколико филмова објављено са „Сартаном“ у насловима, при чему је само Џорџ Ардисон у филму Django Against Sartana (1970) био значајан пример због сличности лика са Сартаном из званичних филмова. У интервјуу из 1995. Гасталди је прокоментарисао како тврди да никада није видео друге Сартанине филмове.
Први незванични филмови о Сартани појавили су се убрзо након објављивања филма Ако упознате Сартану, молите се за своју смрт. Два месеца након објављивања филма, дело Алфонса Балказара Сонора (1968) дистрибуиран је под насловом Сартана не опрашта. Године 1969. режисер Демофило Фидани режирао је два незванична филма о Сартани: Сенка Сартане...Сенка твоје смрти (итал. Passa Sartana è la ombra della tua morte) и Четири су дошла да убију Сартану (итал. ...e vennero in quattro per uccidere Sartana!).
Фридлунд је описао Фиданијеве филмове о Сартани као остварења која немају нарочито иновативне заплете и да садрже једноставно оркестриране борбене секвенце у којима „лоши момци (и њихови режисери или писци сценарија) ретко могу да смисле нешто паметније од тога да, један по један, праве отворени јуриш на хероја који се шуња и последично бива погођен." Године 1970. објављено је још неколико незваничних филмова о Сартани: Django defies Sartana и други филм у режији Фиданија под називом One Damned Day at Dawn… Django Meets Sartana!. Други филм је укључивао Сартану у Долини смрти Роберта Маурија и Сартана их све убија. У енглеској верзији Сартане у Долини смрти, под називом Балада о Долини смрти, јунак се помиње као Ли Каловеј, а никада као Сартана. Сартана их све убија, Гарко је играо као лик по имену Лари Сантана који је обучен у смеђу кожну јакну са ресама, а не у црно одело и дуги капут, и не користи посебно оружје или трикове. Фидани је снимио још један незванични филм о Сартани 1970. под називом Ђанго и Сартана долазе...То је крај. Године 1971. објављени су и други филмови са тим именом, попут Хајмо да убијемо Сартану, где се главни лик не појављује у филму. Уследила су још два филма 1972. са Тринити и Сартана долазе и Алилуја и Сартана су синови... Синови Божији. Два последња филма су били оријентисани на комични ефекат који су уследили након успеха Они ме зову Тринити.